# サント＝リュース＝シュル＝ロワール
サント＝リュース＝シュル＝ロワール （Sainte-Luce-sur-Loire）は、フランス、ペイ・ド・ラ・ロワール地域圏、ロワール＝アトランティック県のコミューン。
コミューンは歴史的なブルターニュの一部であり、歴史的な地方区分ではペイ・ナンテに属する。ロワール川に隣接しており、18世紀から19世紀にかけてナントの名士たちが建てた邸宅が点在する。かつてナント司教の住居があり、20世紀半ばまでコミューンは農村であった。その後、大規模住宅地の出現を含むナントの都市拡大につれて変化した。第二次世界大戦後に優勢であった野菜生産の市場は、住宅地やその他経済活動によって圧迫されて消滅の危機に瀕している。

## 地理

県内におけるサント＝リュース＝シュル＝ロワールの位置

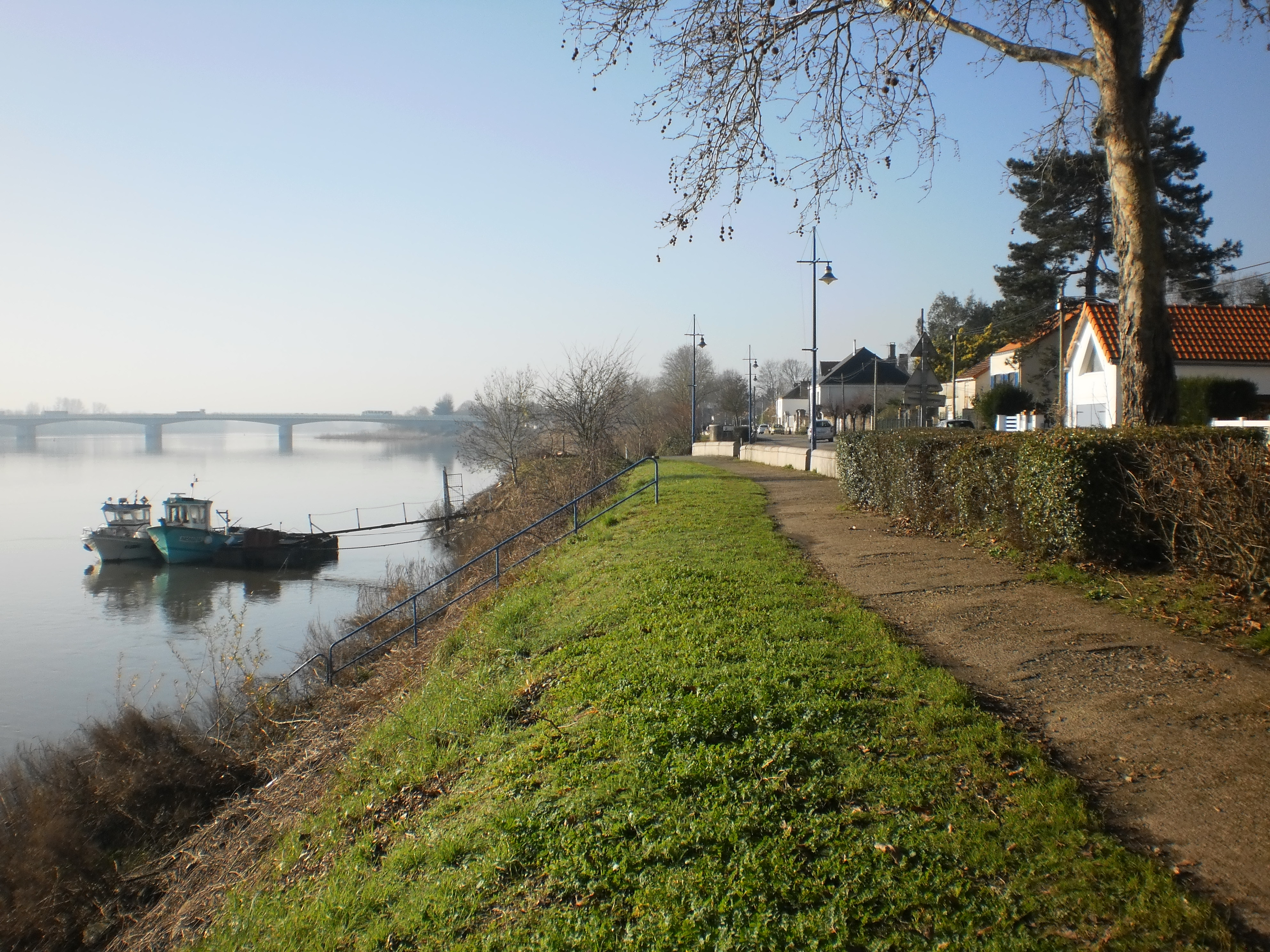
ベルヴュ集落とロワール

コミューンはロワール川の右岸（北側）にあり、ナントの東6kmに位置する。
サント＝リュースの地形はロワール川の存在によって特徴付けられる。北から南へ、川へ向かって丘陵が伸びていく。それらは、それぞれがコミューンを1/3ずつ構成する3要素からなっている。北は、標高35mの台地である。そこからなだらかな丘陵の中腹が広がり、ロワールの川床につながる。コミューン面積には、ロワールに浮かぶ島も含まれる。南東部にあるクレマンティーヌ島である。

### 都市の形態
サント＝リュースはナントのバンリューの最も古い環状部分の1つで、経済発展もナントへの近さと密接である。1970年代まで、コミューンは集落が散在し、農村の特徴を維持し続けていた。
町はもともとシャトー・ド・ショーセの近くに集中していたようである。コミューン面積の西側に教会が集中し、いくつかの家がまとまっていた。集落または村落は、最古の村では最も重要であった。1960年代から2000年代に急速に町が拡大する一方、町の中心部は比較的小さく、2011年まで小規模な集団住宅がある領域のみを指していた。
古い時代を想起させるものは、21世紀の農家や貴族の家に残されている。こうした古い建物の一部が都市部に含まれ、全般として規模は小さい。貴族の住宅で現存する14箇所のうち、質の良い建設遺産と定義されたものは、町の南東地区にある。
1844年にナント-オルレアン間の鉄道が開通した。1851年に開設された駅の場所は、町の中心部から遠く離れたコミューン南東部だった。堤防の建設は、鉄道線路地帯を洪水に対応させるためであり、これが町の成長を決定付けた。

## 由来
800年代、地名について言及がある。Chassiacum、編纂者によってはChezal、Chassalineum、Chassaliacumとなる。古文書の保管人であったレオン・マイトルとポール・ド・ベルトゥによれば、中世に地名のChasseilとその亜種（Chefsail、Chesail、Chessail、Chefseil）は、スイユ川の水源を指し示しているという。スイユ川はコミューンの西側を流れる小川である。この名前は、1076年より公文書上で農場を指し示すのに使われるようになる。
12世紀初頭、聖リュシーを守護聖人とする、サント＝リュース＝ド＝シェフサイユ（Sainte-Luce de Chefsail）教区が形作られる。15世紀の間、教区の領域は全体がサント・リュースまたはサント・リュシー（Sainte Lucie）の名で指し示されている。
公式にSainte Luceのつづりが生まれたのは1793年で、ハイフンを含んだ地名Sainte-Luceとして1801年の法令に記されている。1920年から現在のSainte-Luce-sur-Loireとなった。ブルトン語文化協力公施設法人（fr）によって割り当てられたブルトン語の地名は、15世紀のラテン語のつづりSancta Luciaを参考をにして、Santez-Lusennである。ガロ語ではSaentt-Luczである。

## 歴史
封建制度のもとで、フランス革命までコミューンの土地はナント伯領そしてナントのセネシャル管区の一部であった。851年に一帯はブルトン人支配下に入り、Chefsailはブルターニュ王国そしてブルターニュ公国の一部となった。
市庁舎の古い部分であるシャトー・ド・ショーセは、ナント司教が田園地帯での住居としていた建物である。この場所には明らかに6世紀から建物があった。シャトー・ド・ショーセには6世紀に聖フェリックス（fr、6世紀のナント司教）が住んでいた。シャトーの場所は、かつてローマ時代のヴィラCariacumがあった。位置は、地域圏内で最も古い、ドゥロン（現在はナントの1地区）を経由してナントに至る、ローマ街道のルート上であった。村にはガロ＝ローマ時代から人が定住していた。
1076年、ナント司教ゲレシュ2世・ド・コルヌアイユは、兄弟ブノワにカンペルレにある強力なサント・クロワ修道院長の地位を与えた。修道院の農場の1つはその名をChasseilといった。
15世紀の間、教区の土地は全体がサント・リュースの名で指し示されていた。サント・リュースは、当時墓地の真ん中に建てられていた教会の守護聖人の名にちなむものである。この教会は村の入り口から入って西側にあった。1532年、連合法（fr）によって、サント・リュースを含むブルターニュ公国はフランス王国に併合された。
1598年4月13日、司教フィリップ・デュ・ベックの招きに応じて、かの有名な勅令に署名する前にアンリ4世はサント・リュースに滞在している。1626年、ナントへ赴く途中に宰相リシュリューが教区のシャトー・ド・ラ・エに滞在している。
フランス革命の間、町の一部で犠牲者が出た。砲艦がロワール河岸に停泊していた。1811年8月11日、皇帝ナポレオン1世がサント＝リュースを通過している。19世紀の間、サント＝リュースはナント名士たちの別荘地に選ばれ、そのために邸宅の建設や再建が行われた。
1844年、サント＝リュースの南側を通過するトゥール-ナント間鉄道路線が敷設されて、予算が出るようになった。1851年8月、駅がコミューン内に誕生した。1878年には新しい教会が建設された。1893年、フィロキセラ流行のため、ブドウ畑の大半が壊滅し、それまで自治体の農業活動のうち最も活発であったブドウ栽培が打撃を受けた（19世紀フランスのフィロキセラ禍）。
第二次世界大戦中、サント＝リュースはドイツ軍占領地帯の中にあった。187人の野菜栽培農家がかつてナントに移り住んでいたことからその恩恵を受けていた。しかし、1948年に実施された復興開発計画によって彼らは退去しなければならなかった。
当初から農村であったサント＝リュースは、1960年代に始まる急速な都市化以前には、野菜生産の事業に起因するが、ロワール川の砂を採取する以外に産業はなかった。

## 人口統計
| 1962年 | 1968年 | 1975年 | 1982年 | 1990年 | 1999年 | 2006年 | 2011年 |
| ------ | ------ | ------ | ------ | ------ | ------ | ------ | ------ |
| 2929   | 3420   | 5939   | 8399   | 9648   | 11263  | 11776  | 13452  |

参照元:1999年までEHESS/Cassini、2004年以降INSEE

## 史跡
- シャトー・ド・ショーセ - 16世紀後半、ナント司教フィリップ・デュ・ベックによってイタリア・ルネサンス様式で再建。
- シャトー・ド・ラ・エ - 800ヘクタールもの大規模な荘園の中心にあったが、革命によって失われた。
- マノワール・デュ・グラン・プレシ - 15世紀。20世紀後半、レストランに改装された。
- サント・リュシー教会 - 1878年完成。
- クレマンティーヌ島 - ロワール右岸に浮かぶ小島。1986年にコミューンが所有権を取得し、散歩やピクニック、子供の遊び場が整備された。

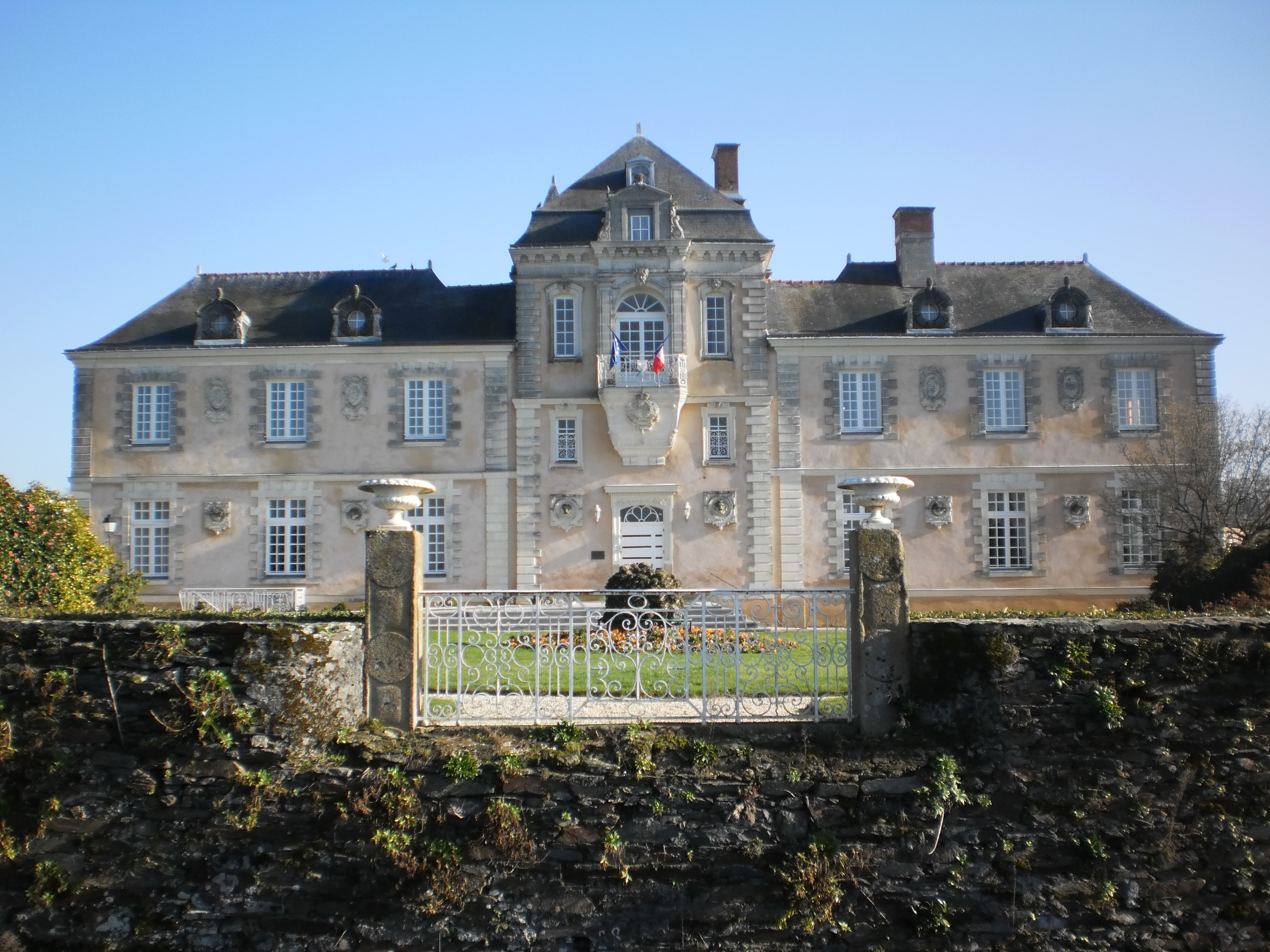
シャトー・ド・ショーセ
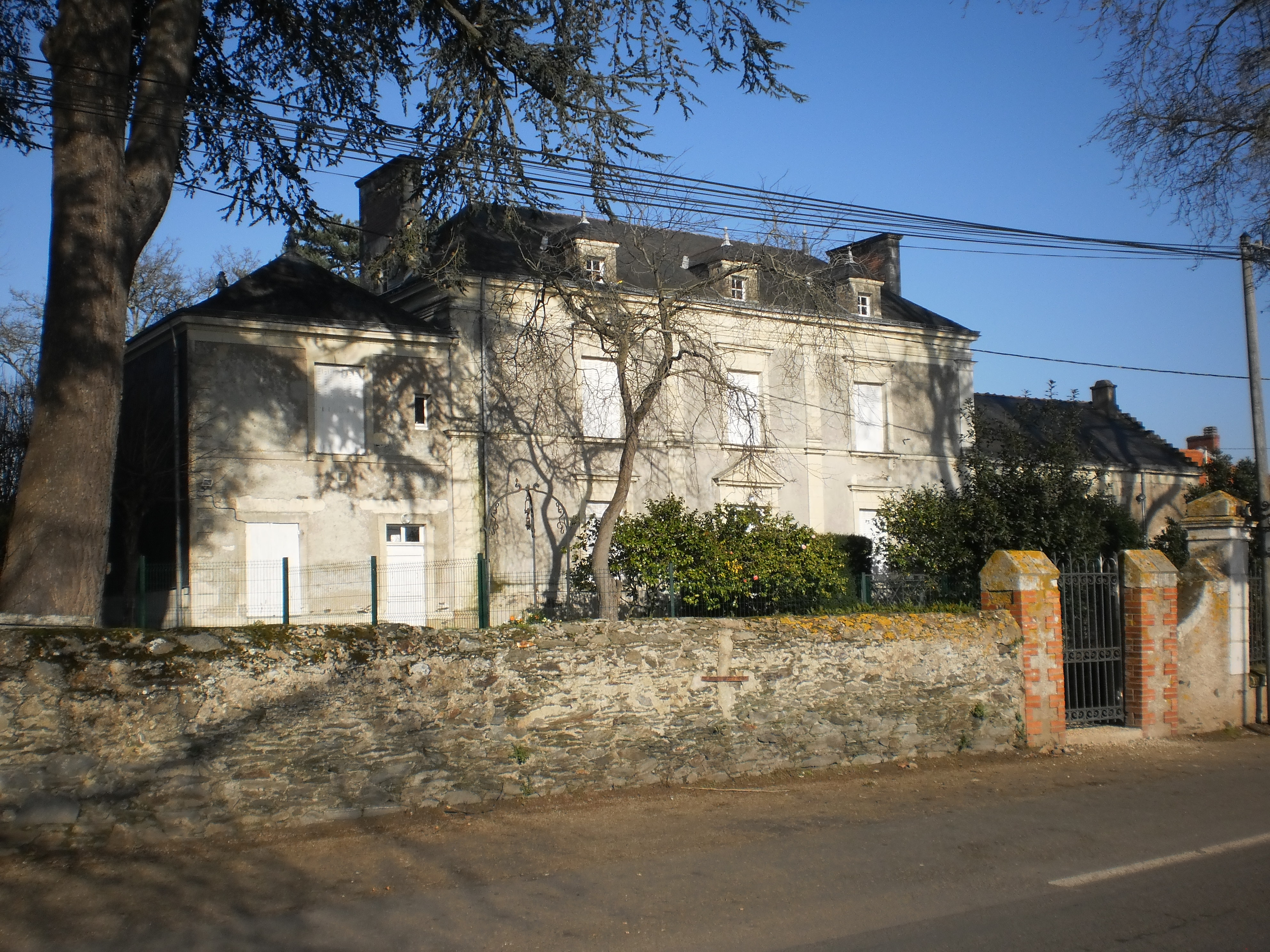
ベルヴュのマノワール
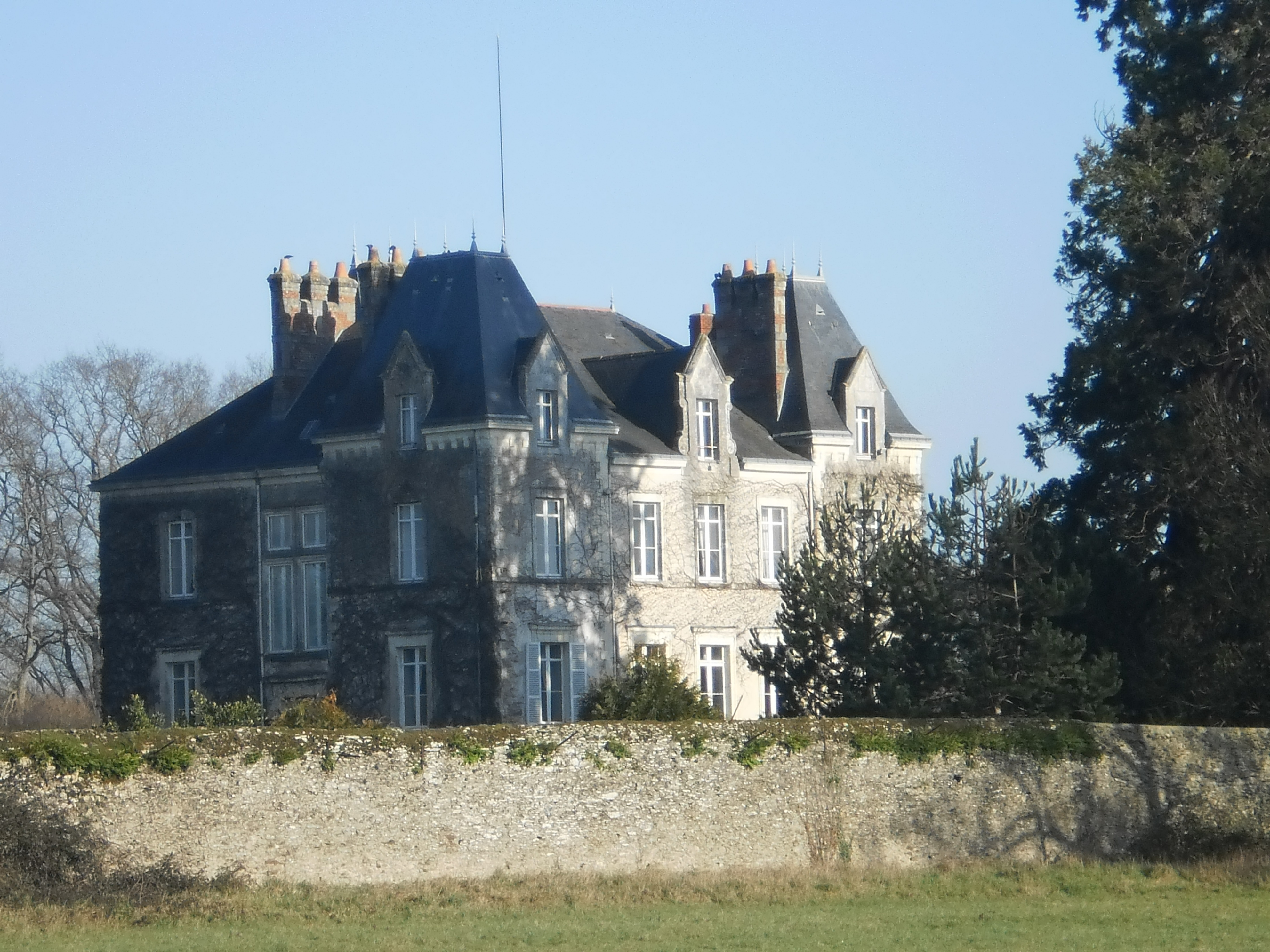
グラン・プレシのマノワール
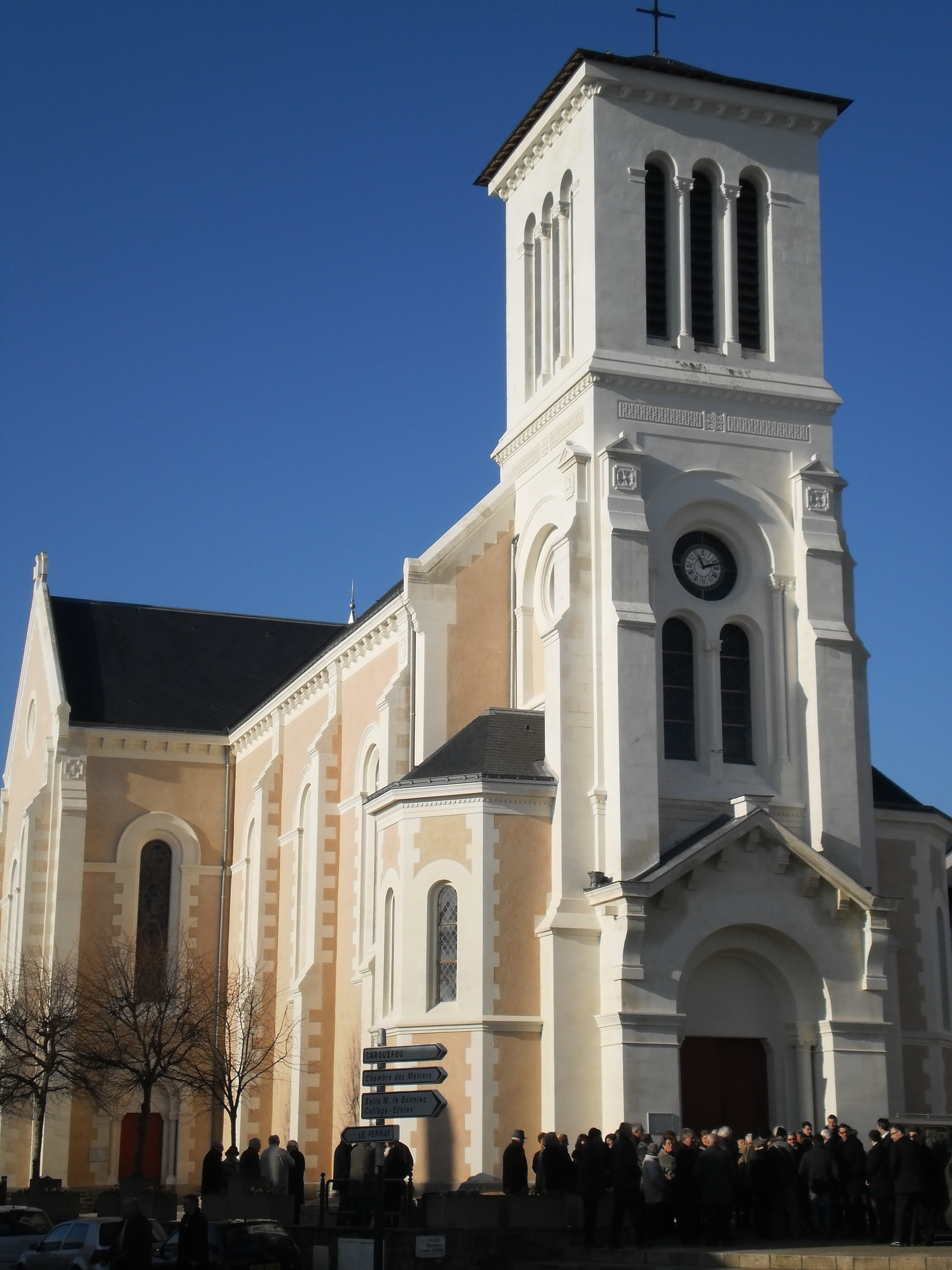
サント・リュシー教会

## 姉妹都市
- ヘルツォーゲンアウラハ[13]、ドイツ

### ノート
- Collectif, Entre Erdre et Loire au début du siècle, Nantes, Imprimerie du château, 1992

1. 1 2 3 4 5 6 7  p. 78
2. ↑  p. 79

1. ↑  Il ne faut pas le confondre avec le nouveau cimetière inauguré en 1935 et se trouvant en face, de l'autre côté de la rue.

- Jean-Luc Flohic (dir.), Le Patrimoine des communes de la Loire-Atlantique, 1999

1. 1 2  p. 226